# 労務動員計画
労務動員計画（ろうむどういんけいかく）は、大日本帝国において、支那事変の長期化にともなう労働力不足を補う目的で政府により作成・実施された総合的な労働力動員計画である。太平洋戦争開始後の1942年に決定された第4次からは国民動員計画と改称された。

## 概要
計画の目標は、軍需の充足、生産力拡充計画の遂行、輸出の振興、国民生活に必要な必需品の確保とされた。第1次労務動員計画は1939年7月に平沼内閣のもとで閣議決定され、必要な労働力として113万9000人が割り当てられた。必要人員は第2次労務動員計画（1940年）で154万人、第3次労務動員計画（1941年）では252万人と毎年増加していった。
対象も拡大し、1942年の第4次国民動員計画では未婚女性、学生、朝鮮人労働者が新たに計画の対象に加えられ、翌1943年の第5次国民動員計画ではさらに戦争捕虜や受刑者も加えられた。
1944年の第6次国民動員計画では454万人が動員され、学生の69%が対象となり、女子の比率は動員数全体の43%にのぼった。1945年はアメリカ軍による日本本土空襲の影響で動員計画を作成できないまま終戦を迎えた。